# Soška armada (Avstro-Ogrska)
Soška armada (izvirno nemško Isonzo-Armee) je bila armada avstro-ogrske vojske med prvo svetovno vojno.

## Zgodovina
Armada je bila ustanovljena 24. maja 1917 in do ukinitve 23. avgusta istega leta je delovala na italijanski fronti. Ponovno je bila ustanovljena 1. junija 1918 in je do ukinitve novembra istega leta tudi delovala na italijanski fronti.

## Vodstvo
Poveljniki
- Prva formacija
- generalpolkovnik Svetozar Borojević von Bojna: 24. maj - 23. avgust 1917

- Druga formacija
- generalpolkovnik Wenzel von Wurm: 1. junij - november 1918